# Sole (nome)
Sole  è un nome proprio di persona italiano femminile e maschile.

## Varianti
- Composti: Mariasole, Solemaria

### Varianti in altre lingue
- Portoghese: Sol[1]
- Spagnolo: Sol[1]
- Altre: Soleil[2]

## Origine e diffusione

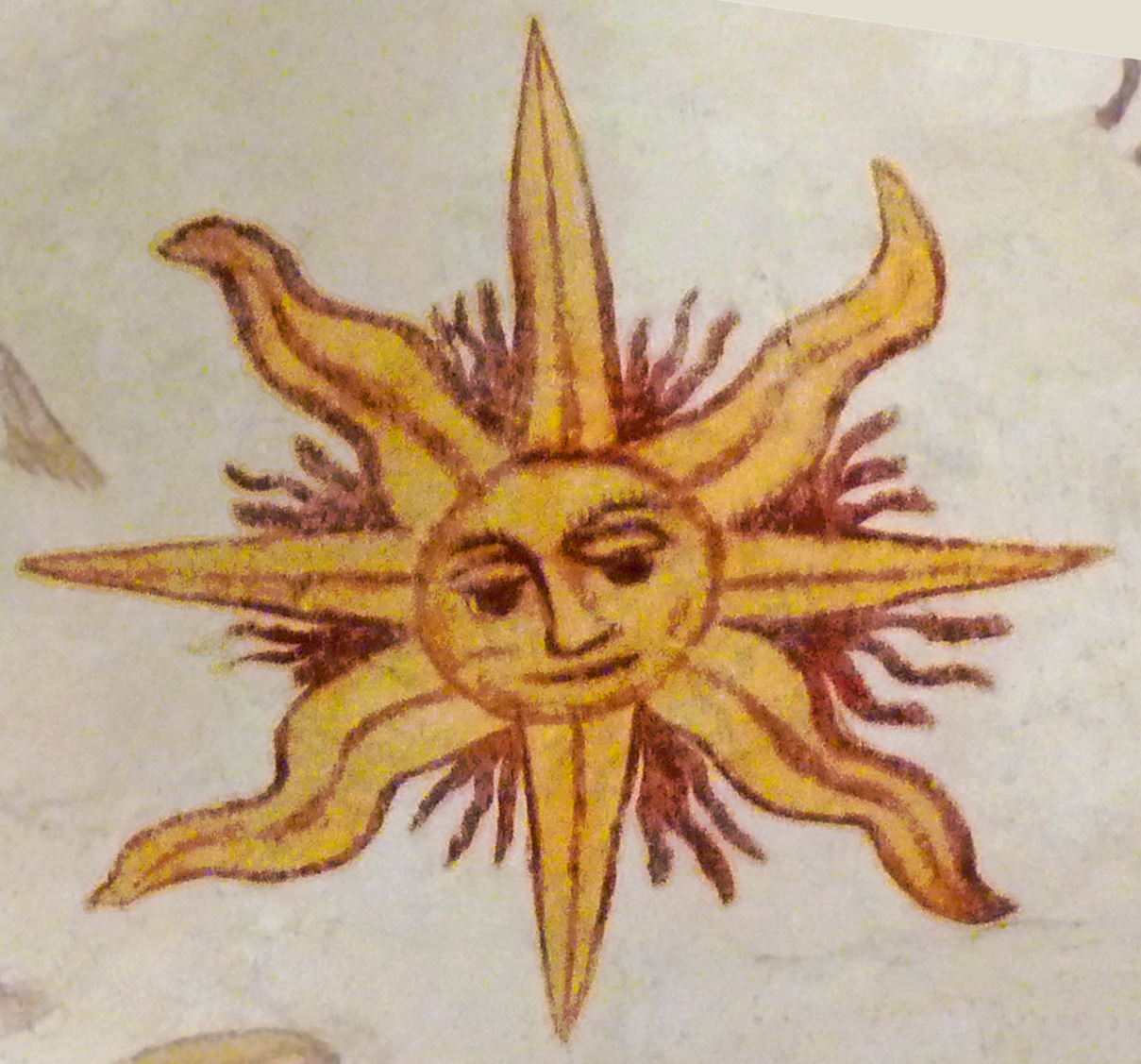
Affresco del sole nella chiesa di san Giovanni Battista a Larbey

Vuol dire semplicemente "sole" (dal sostantivo latino e greco antico sol). Ha quindi lo stesso significato dei nomi Elio, Sorin e Saulė.

Dal punto di vista religioso, il nome si riferisce ad una delle figure più note dell'Apocalisse: la Donna dell'Apocalisse, spesso identificata con Maria. 
Il nome è molto raro. Più frequente è un abbinamento con il nome Maria, sia nelle forme composte Mariasole e Marisol che come nome doppio Maria Sole e María Sol. In tali casi può anche costituire un'apocope di María Soledad, altro nome di ispirazione mariana che richiama la Virgen de la Soledad ("Vergine della Solitudine").
La variante Soleil, pur essendo tratta dal vocabolo francese che significa "sole", non è di uso comune nella stessa Francia. Va notato che il nome Sol, quando usato al maschile, rappresenta un ipocoristico di Salomone. In parte, questo nome può rappresentare inoltre un ipocoristico di Soledad.

## Onomastico
Il nome è adespota, cioè non è portato da alcuna santa; l'onomastico ricade pertanto il 1º novembre, giorno di Ognissanti.

## Persone

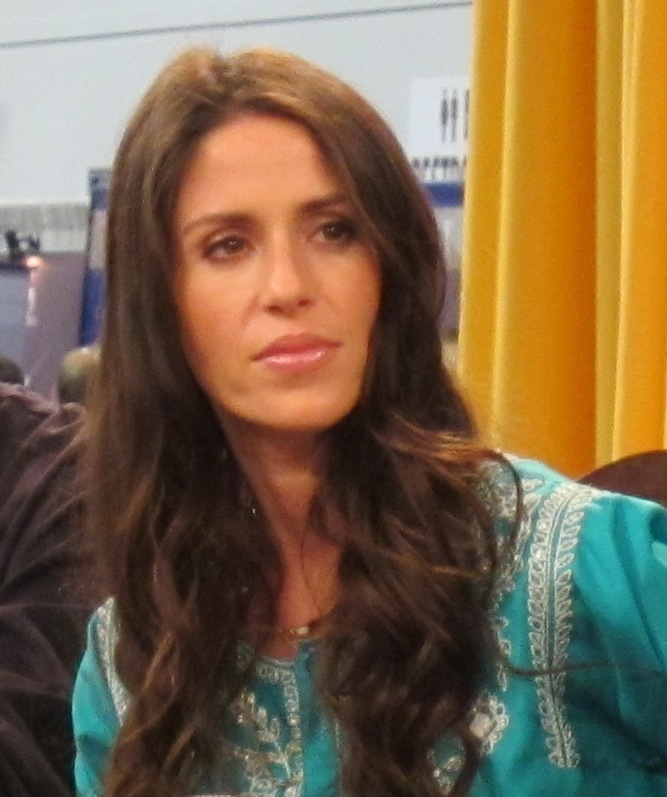
Soleil Moon Frye

- Maria Sole Mansutti, attrice italiana
- Maria Sole Tognazzi, regista italiana
- Ylenia Maria Sole Carrisi, personaggio televisivo e artista italiana

### Varianti
- Soleil Moon Frye, attrice statunitense

## Il nome nelle arti
- Sole è un personaggio della serie televisiva Fiore e Tinelli.
- Sol è un personaggio della telenovela La forza dell'amore.
- Sole Finn (Summer Finn) è la protagonista del film del 2009 (500) giorni insieme, diretto da Marc Webb.